# ペトロニオ・フランチェスキーニ
ペトロニオ・フランチェスキーニ（Petronio Franceschini, 1651年1月9日 - 1680年12月4日）は、イタリアの作曲家・チェリスト。

## 生涯
ボローニャ出身。ボローニャ、次いでローマで音楽を学んだ。ボローニャに戻った後、アカデミア・フィラルモニカの創設メンバーとなり、1673年には会長に選出された。1675年から1680年まで聖ペトロニオ教会オーケストラの首席チェロ奏者を務めた。その後ヴェネツィアでオペラの作曲を行ったが、ほどなくして死去した。弟子にジャコモ・アントニオ・ペルティやドメニコ・ガブリエッリらがいる。
ボローニャ楽派の代表で、作品には4つのオペラ、2つのオラトリオ、4つのカンタータ、『トランペット、弦楽とオルガンのためのソナタ』などがある。